# Амами (город)
Амами (яп. 奄美市 Амами-си) — город в Японии, находящийся в округе Осима префектуры Кагосима. Площадь города составляет 308,15 км², население — 44 106 человек (1 августа 2014), плотность населения — 143,13 чел./км². В 25 километрах к северо-востоку от городского центра находится аэропорт Амами.

## Географическое положение
Город расположен на острове Амамиосима в префектуре Кагосима региона Кюсю. С ним граничат посёлки Тацуго, Сетоути и сёла Укен, Ямато.

## История
Амами был образован 20 марта 2006 года путём слияния города Надзе, посёлка Касари и села Сумиё уезда Осима.

## Население
Население города составляет 44 106 человек (1 августа 2014), а плотность — 143,13 чел./км². Изменение численности населения с 1980 по 2005 годы:
| 1980 | 60 052 чел. |  |
| 1985 | 60 455 чел. |  |
| 1990 | 56 026 чел. |  |
| 1995 | 53 410 чел. |  |
| 2000 | 51 898 чел. |  |
| 2005 | 49 617 чел. |  |

## Символика
Деревом города считается Ficus microcarpa, цветком — Rhaphiolepis indica.